# Waldo's People
Waldo's People es una banda finesa de eurodance. Representaron a Finlandia en el Festival de la Canción de Eurovisión 2009, con la canción Lose Control, quedando en el puesto 12 en la semifinal en la que participaban, aunque lograron acceder a la final gracias a los votos del jurado, que hicieron posible su participación en la final. En la final tuvieron que conformarse con el puesto 25, es decir, el último puesto en la clasificación, alcanzando una puntuación final de 22, a pesar de que eran uno de los favoritos para alzarse con el triunfo. El cantante de la banda es Waldo, cuyo verdadero nombre es Marko Reijonen.
Waldo ya tuvo cierto éxito en una carrera como solista a mediados de los años 1990. El primer éxito de Waldo's People fue U Drive Me Crazy, primera canción finesa incluida en el vídeo diario de MTV Nordic.
En el año 2008 regresan con un nuevo disco en el cual transforman sus reminiscencias roqueras y evolucionan hacia un dance más actual. Algunas de sus canciones como "Back Again" o "Emperor's Dawn" son recuperadas con el estilo dance.
Tras el festival Waldo ha colaborado con otros artistas como Fanni.

## Discografía

### Álbumes
- Waldo's People (RCA/Blue Bubble 1998)
- No Man's Land (RCA 2000)
- Greatest Hits (Sony BMG 2008)
- Paranoid (Sony BMG 2009)

### Singles
- "U Drive Me Crazy" (RCA/Blue Bubble 1998)
- "I Dream" (RCA/Blue Bubble 1998)
- "Let's Get Busy" (RCA/Blue Bubble 1998)
- "No Man's Land" (RCA 2000)
- "1000 Ways" (RCA 2000)
- "1000 Ways (Remixes)" (RCA 2000)
- "Bounce (To The Rhythm Divine)" (RCA 2000)
- "Back Again" (Sony BMG 2008)
- "Emperor's Dawn" (Sony BMG 2008)
- "Lose Control" (Sony BMG 2008)
- "Life" (Sony BGM 2008)
- "Paranoid" (Sony BGM 2008)
- l Wanna Be A Rockstar (Sony BMG 2010)
- Jackpot ft. LA-X (Sony BMG 2010)